# Božidar Bandović
Božidar Bandović (in serbo Божидар Бандовић?; Nikšić, 30 agosto 1969) è un allenatore di calcio ed ex calciatore montenegrino, di ruolo difensore.

## Palmarès

### Giocatore
- Campionato greco: 1

Olympiacos: 1997-1998

### Allenatore
- Thai League 1: 2

Buriram United: 2017, 2018